# M/S Christophe de Margerie
M/S Christophe de Margerie är ett isbrytande LNG-fartyg (fartyg för att transportera nedkyld flytande naturgas) som togs i bruk 2016. Fartyget är konstruerat för att kunna bryta igenom upp till 1,5 m tjock is, och kunna transportera flytande naturgas i norra ishavet. Fartyget är registrerat i Cypern.
Fartyget blev historiskt genom att i augusti 2017 bli det första fartyget som transporterade naturgas från norska Hammerfest till Boreyong i Sydkorea genom Nordostpassagen - sjövägen mellan Europa och Asien via Sibiriens norra kust - utan hjälp av en isbrytare. Färden tog därmed bara en tredjedel av den tid det annars hade tagit att segla via Suezkanalen.
Färden möjliggjordes genom kombinationen av att isläggningen i nordostpassagen har minskat på grund av klimatförändringar, och fartygets isbrytande förmåga.
Fartyget är uppkallat efter den franske företagsledaren Christophe de Margerie (1951–2014).